# I Cavernicoli
(Leandro Parlavecchio, de I Cavernicoli)
I Cavernicoli è stato uno storico gruppo cabaret-folk di Cefalù (Palermo), fondato nel 1967. La fine delle attività del gruppo, nel 2010, è dovuta alla morte del fondatore, autore dei testi e principale animatore del gruppo, Nico Marino.
Dal numeroso collettivo originario, la formazione si era andata progressivamente assottigliando, fino a ridursi a un terzetto classico: Nico Marino, Pio Pollicino, Leandro Parlavecchio. Nel 2004 era rientrato nei ranghi Gigi Nobile, riportando, dopo 22 anni, la formazione nuovamente a quartetto. Dal 2009, in seguito alla morte di Pio Pollicino, il gruppo era tornato ad essere un terzetto.
Hanno rappresentato in Italia uno dei gruppi di cabaret di più antica costituzione e più longevi, nonostante la loro attività si fosse progressivamente diradata e la loro esposizione mediatica fortemente ridotta. L'apogeo del loro successo di pubblico e critica è stato negli anni ottanta, quando sono stati protagonisti di numerose trasmissioni radiofoniche e televisive nazionali – avendo già alle spalle una solida carriera live nei festival di cabaret e di musica folk, e la pubblicazione di 3 album per la casa discografica Fonit Cetra.
I Cavernicoli hanno battuto la strada della canzone folk siciliana e si sono specializzati nella parodia musicale (in stile Quartetto Cetra), il tutto con uno spiccato gusto ritrattistico e caricaturale.
L'ultimo spettacolo del gruppo è stato a Cefalù il 5 agosto 2010, circa due mesi prima della morte di Nico Marino, che ha segnato la fine delle attività del gruppo.

## Il gruppo
- Domenico Marino (Nico) è nato a Cefalù (PA) il 30 aprile 1948. Ne I Cavernicoli cantava e suonava la chitarra, ed è stato l'autore della maggior parte dei testi (ai quali ha collaborato, dal 1983, Giuseppe Bellipanni). È stato studioso di storia locale e si è occupato di consulenze relative alla storia e alle tradizioni popolari della sua città. Ha iniziato la propria carriera di attore nelle filodrammatiche locali. È morto a Cefalù il 18 ottobre 2010 all'età di 62 anni, dopo una breve ma terribile malattia.
- Giovanni Pio Pollicino (Pio) è nato a Palermo il 16 luglio 1940. Ne I Cavernicoli cantava (da voce solista) e suonava il marranzano. Aveva svolto l'attività di tipografo. La giornalista italo-americana Kris Mancuso l'ha definito il "Frank Sinatra siciliano". È morto a Cefalù il 24 gennaio 2009 all'età di 68 anni.
- Leandro Parlavecchio (Leo) è nato a Palermo il 26 settembre 1945. Ne I Cavernicoli ha suonato il contrabbasso cantando (spesso in falsetto). È architetto. Negli anni sessanta ha suonato nei gruppi Des Breakes, I Titani, I Sette Principi.
- Luigi Nobile (Gigi) è nato a Palermo il 27 maggio 1949. Ne I Cavernicoli ha suonato la chitarra e ha anche svolto il ruolo di cantante. È tenente del corpo dei vigili urbani di Cefalù. È stato chitarrista nel gruppo beat degli Apache 91.

## Carriera

### Discografia
1970 – I Cavernicoli – Cefalù: Comu L'Unna / E La Luna (Tauro Record) – 45 giri

1973 – Un Etto Di Sicilia (Fonit Cetra) – LP

1973 – Da "Alto Gradimento": E La Luna / I Baruna (Fonit Cetra) – 45 giri

1975 – Canti Di Fùrnari (Fonit Cetra) – LP

1978 – Cavernicolivolissimevolmente (Fonit Cetra) – LP e MC

1978 – Blue Story: Blue Story / Mondello Sound (Fonit Cetra) – 45 giri

### Riconoscimenti
1976 – "Premio Internazionale Copodieci" per la musica popolare (Siracusa)

1977 – "Premio Paladino D'Argento" per il teatro (Siracusa)

1978 – "Premio Etna D'Oro" per lo spettacolo (Catania)

1979 – "Premio Polifemo D'Argento" per lo spettacolo (Zafferana Etnea)

1985 – "Premio del Ministero dei LL.PP. per la sicurezza stradale" (Roma), per una serie di sketch trasmessi su Radio Uno Rai durante la loro conduzione della trasmissione "Combinazione Musicale Onda Verde"

1989 – "Premio Internazionale Castello Di Lombardia" per lo spettacolo (Enna)

1993 – "Premio Tindari d'Argento" per lo spettacolo (Milazzo)

1993 – "Premio Internazionale Castello Di Pietrarossa" per lo spettacolo (Caltanissetta)

1999 – "Premio Enzo Di Pisa '99" alla carriera (Casteltermini)

2000 – "Premio Martina Visconti" per lo spettacolo (Aspra)

2000 – "Premio Liolà" per lo spettacolo (Terrasini)

2000 – "Premio ENDAS Sicilia – La satira come espressione di Libertà"

2001 – "Premio Aspra" per lo spettacolo

2002 – "Premio Nazionale Arte & Cultura Nino Fargione" – I.S.L.A.S. (Catania) per il cabaret

2004 – "Premio Cefalù Centro Storico Dal Vivo", edizione 2004

### Rassegne
1971 – Prima Rassegna Nazionale Di Cabaret (Cefalù)

1972 – Seconda Rassegna Nazionale Di Cabaret (Cefalù)

1973 – Tre Giorni Della Musica Popolare, presentata da Marcello Marchesi (Roma)

1973 – Terza Rassegna Nazionale Di Cabaret (Cefalù)

1983 – Torre d'Oro, Premio nazionale alla nuova comicità, 1ª edizione (Piraino – ME)

1984 – Torre d'Oro, Premio nazionale alla nuova comicità, 2ª edizione (Piraino – ME)

1985 – Torre d'Oro, Premio nazionale alla nuova comicità, 3ª edizione (Piraino – ME)

### Trasmissioni radiofoniche nazionali (Radio Uno RAI)
1973 – Partecipano ad "Alto Gradimento", regia di Renzo Arbore e Gianni Boncompagni (15 puntate)

1973 – Partecipano a "Supersonic" (circa 100 puntate)

1982 – Partecipano a "Via Asiago Tenda" (10 puntate)

1982 – Partecipano a "Permette Cavallo", regia di Michele Guardì (6 puntate)

1982 – Partecipano a "Carta bianca"

1982 – Conducono "Onda verde" (10 puntate)

1982 – Conducono "Domenico in...", trasmissione di 13 puntate che ha avuto la nomination come migliore trasmissione radiofonica dell'anno

1983 – Partecipano a "Permette Cavallo", regia di Michele Guardì (5 puntate)

1983 – Partecipano a "Via Asiago Tenda"

1983 – Conducono "Onda Verde" (26 puntate)

1984 – Conducono "Cab anch'io n° 3" (13 puntate)

1984 – Conducono "Onda Verde" (25 puntate)

1985 – Conducono "Onda Verde" (25 puntate)

1985 – Conducono "Il Guastafeste" (13 puntate)

1986 – Conducono "Onda Verde" (25 puntate)

1986 – Si ripropongono a "Via Asiago Tenda" (10 puntate)

### Trasmissioni televisive nazionali
- 1974 – Ospiti in "Alle Nove della Sera" (RAI UNO), condotta da Gianni Morandi, testi di Maurizio Costanzo
- 1979 – Ospiti in "Domenica In..." (RAI UNO), condotta da Corrado
- 1980 – Presentano uno spettacolo natalizio per Telemontecarlo
- 1980 – Ospiti in "Domenica In..." (RAI UNO), condotta da Pippo Baudo
- 1981 – Ospiti in "Domenica In..." (RAI UNO), condotta da Pippo Baudo
- 1981 – Sono nel cast dello "Scatolone" (RAI TRE)
- 1981 – Ospiti in "Sereno Variabile", condotta da Osvaldo Bevilacqua (RAI DUE)
- 1981 – Sono nel cast di "Disco Slalom", condotta da Mara Venier (RAI TRE)
- 1985 – Sono nel cast di "Shaker" (RAI DUE), condotta da Renzo Montagnani
- 1985 – Hanno un corposo spazio fisso all'interno di "Buona Domenica" (Canale 5), condotta da Maurizio Costanzo (14 puntate nella prima breve edizione del 1985 e 12 puntate in quella 1985-86)
- 1986 – Ospiti in "Cordialmente" (RAI UNO), condotta do Enza Sampò
- 1986 – Ospiti in "Mezzogiorno Con..." (RAI UNO), condotta da Enrica Bonaccorti
- 1990 – Ideano e conducono lo special su RAI UNO "L'Università Della Risata"
- 1991 – Ospiti in mondovisione con Nino Frassica in "Quando Calienta El Sol", condotta da Raffaella Carrà
- 1991 – Ospiti in "RAI UNO Fortuna", condotta da Valerio Merola
- 2009 – Ospiti in "Sabato e Domenica", condotta da Gianfranco Vissani

### Varie
1993 – Fanno parte del cast siciliano del film Mario e il mago di e con Klaus Maria Brandauer
1993-1996 – Partecipano saltuariamente ad alcuni episodi dello show televisivo Grand Hotel Cabaret, per la regia di Ignazio Mannelli e Gianni Nanfa, trasmesso su numerose televisioni locali siciliane.

2001 – Fanno parte del cast del film Nati stanchi (2002) di Ficarra e Picone, per la regia di Dominick Tambasco

2003 – Partecipano alla manifestazione "Buon compleanno Renzino! – I più importanti artisti siciliani festeggiano gli ottant'anni di Renzino Barbera" (Palermo, Teatro Metropolitan – 6 giugno)

2005 – Partecipano alle riprese (febbraio-aprile) del film di Marco Bellocchio Il regista di matrimoni, protagonista Sergio Castellitto. Nico Marino nelle vesti di ispettore di produzione e attore per un cameo; Leandro Parlavecchio e Pio Pollicino nelle vesti di comparse